# آدم سادلر
آدم سادلر (بالإنجليزية: Adam Sadler)‏ هو لاعب كرة قدم ومدرب كرة قدم بريطاني في مركز حراسة المرمى، ولد في 9 يناير 1980 في شيلدز الشمالية ‏ في المملكة المتحدة. لعب مع Gretna F.C. ‏.